# Tettigonia danais
Tettigonia danais är en insektsart som beskrevs av Fabricius 1798. Tettigonia danais ingår i släktet Tettigonia och familjen dvärgstritar. Inga underarter finns listade i Catalogue of Life.